# Megamix (Crystal Waters-dal)
A Megamix az amerikai Crystal Waters énekesnő legnagyobb slágereinek megamixe, mely a Makin' Happy, Gypsy Woman (She's Homeless), és Surprise dalokból áll. A dal az Egyesült Királyság kislemezlistáján a 39. helyig jutott.
A megamix remixét Steve 'Silk' Hurley készítette, a megamixet Rod Layman a D.M.C mixmestere keverte. 

## Megjelenések
CD Maxi  UK A&M Records – AMCD 843, A&M PM – AMCD 843
1. Megamix (Edit) 4:12 1.a Makin' Happy (Hurley's House Mix), 1.b	Gypsy Woman (La Da Dee), 1.c	Surprise!
2. Megamix 10:01
3. Surprise (12" UK Edit) 5:59
4. Surprise (7" UK Edit) 3:10

## Slágerlista
| Slágerlista (1991)                                      | Legjobb helyezések |
| ------------------------------------------------------- | ------------------ |
| Egyesült Királyság UK Singles (Official Charts Company) | 39                 |